# مگاپنوسور
مگاپنوسور (نام علمی: Megapnosaurus) نام یک سرده از بالاخانواده تهی‌پیکرواران است.